# Castanopsis inermis
Castanopsis inermis är en bokväxtart som först beskrevs av John Lindley, och fick sitt nu gällande namn av George Bentham och Joseph Dalton Hooker. Castanopsis inermis ingår i släktet Castanopsis och familjen bokväxter. Inga underarter finns listade.